# Eurydiopsis subnotata
Eurydiopsis subnotata är en tvåvingeart som först beskrevs av John Obadiah Westwood 1847.  Eurydiopsis subnotata ingår i släktet Eurydiopsis och familjen Diopsidae. Inga underarter finns listade i Catalogue of Life.